# Una mañana y un camino
Una mañana y un camino es el nombre del séptimo álbum de estudio oficial grabado por el cantautor argentino-venezolano Ricardo Montaner. Fue lanzado al mercado por la empresa discográfica EMI Latin el 28 de junio de 1994.

## Datos del álbum
- Producción Pablo Manavello, Steve Roitstein y Ricardo Montaner.
- Voz: Ricardo Montaner.
- Programación: Steve Roitstein.
- Guitarra y Mandolina: Pablo Manavello.
- Órgano: Paul Harris.
- Guitarras: Rene Toledo y Dan Warner.
- Bajo: Julio Hernández.
- Batería: Lee Levin.
- Saxo: Ed Calle.
- Trompeta: Tony Concepción.
- Trombón: Dana Teboe.
- Cuerdas: Nashville String Machine.
- Coros: Jeannie Cruz, Jorge Noriega, Raúl Midón, Wendy Pedersen, Rita Quintero y Steve Roitstein.

### Productores Musicales
- Ricardo Montaner y Pablo Manavello: Producción de las pistas 1, 4, 7, 8 y 11 (*).
- Ricardo Montaner y Steve Roitstein: Producción de las pistas 2, 3, 5, 6, 9, 10 y 12 (**).
- Productor Ejecutivo: Mario Ruiz.

## Lista de canciones
1. “Quisiera” (Anibal Berraute/Ricardo Montaner y Adrián Posse) 4:11
2. “Una mañana y un camino” (Ricardo Montaner y Steve Roitstein) 5:18
3. “Cuando ellas dicen” (Quintero) 4:43
4. “El mundo gira aunque no estés” (Berlincioni/Fosano/Montaner) 4:47
5. “Para siempre” (Anibal Berraute/Ricardo Montaner y Adrián Posse) 4:43
6. “En la faz de la Tierra” (Ricardo Montaner y Steve Roitstein) 5:16
7. “No te pareces a mí” (Montaner/Quintero) 5:08
8. “La diosa del lugar” (Ricardo Montaner y Pablo Manavello) 4:30
9. “Amor de roca” (Ricardo Montaner y Steve Roitstein) 4:43
10. “Yo soy el recuerdo” (Ricardo Montaner y Adrián Posse) 4:44
11. “Un amor más grande que el amor” (Ricardo Montaner y Pablo Manavello) 4:59
12. “Cachita” (Rafael Hernández, letras adicionales y arreglos: Ricardo Montaner y Steve Roitstein) 7:51

- Datos: Q2842194